# Tobias Fendt
Tobias Fendt (ur. pomiędzy 1520–1530, zm. 23 stycznia 1576 we Wrocławiu) – niderlandzki malarz i rytownik czynny głównie we Wrocławiu, najwybitniejszy twórca wśród malarzy wrocławskich swego czasu.

## Życie i twórczość
Pierwsze kroki jako malarz stawiał w pracowni Lamberta Lombarda w Liège. Od 1565 roku aktywny we Wrocławiu, gdzie rok później otrzymał tytuł mistrzowski a w 1569 przyjął prawa miejskie. W 1571 roku został wybrany starszym cechu. W 1572 roku ożenił się z Eve Adam. Od 1572 roku mieszkał w zakupionym przez siebie domu przy obecnej ulicy Wita Stwosza we Wrocławiu. W okresie swojej aktywności artystycznej odwiedził kilka miast, w aktach których był wymieniany: Kłodzko (1566), Świdnicę, Frankfurt nad Menem i Wiedeń.

## Przypisywane prace

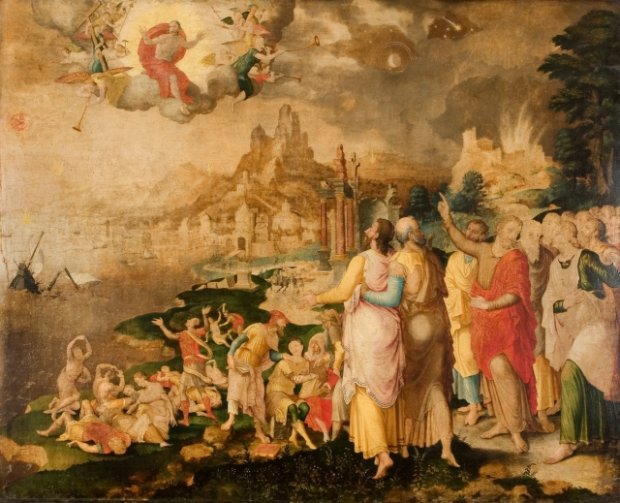
Chrystus zapowiada Sąd Ostateczny